# Poliisi & Oikeus
Poliisi & Oikeus (P&O)  est un magazine publié par la fédération de la police finlandaise (SPJL), qui est publié 4 fois par an en Finlande.

## Histoire
Le premier numéro du magazine est publié en janvier 1930.
A cette époque, le magazine s'appelle Poliisimies.
En 1995, l'organe devient Poliisi & Oikeus, lorsque l'Union de la police finlandaise, l'Union de la police criminelle finlandaise et l'Union centrale de la police ont fusionné pour former l'Association de la police finlandaise.